# Section, Alabama
Section là một thị trấn thuộc quận Colbert, tiểu bang Alabama, Hoa Kỳ. Dân số năm 2009 là 752 người, mật độ đạt 64 người/km².